# 小行星6211
小行星6211（英語：6211 Tsubame）是一颗围绕太阳公转的小行星。1991年2月19日，伊野田繁、浦田武在烏山町发现了此天体。
这颗小行星的绝对星等为247.8511447837308等。